# Saint-Maurice-de-Gourdans
Saint-Maurice-de-Gourdans és un municipi francès situat al departament de l'Ain i a la regió d'Alvèrnia-Roine-Alps. L'any 2007 tenia 2.354 habitants.

## Demografia

### Població
El 2007 la població de fet de Saint-Maurice-de-Gourdans era de 2.354 persones. Hi havia 827 famílies de les quals 157 eren unipersonals (59 homes vivint sols i 98 dones vivint soles), 251 parelles sense fills, 372 parelles amb fills i 47 famílies monoparentals amb fills.
La població ha evolucionat segons el següent gràfic:
Habitants censats

### Habitatges
El 2007 hi havia 944 habitatges, 848 eren l'habitatge principal de la família, 69 eren segones residències i 27 estaven desocupats. 898 eren cases i 35 eren apartaments. Dels 848 habitatges principals, 724 estaven ocupats pels seus propietaris, 108 estaven llogats i ocupats pels llogaters i 16 estaven cedits a títol gratuït; 6 tenien una cambra, 24 en tenien dues, 88 en tenien tres, 231 en tenien quatre i 498 en tenien cinc o més. 738 habitatges disposaven pel capbaix d'una plaça de pàrquing. A 273 habitatges hi havia un automòbil i a 539 n'hi havia dos o més.

### Piràmide de població
La piràmide de població per edats i sexe el 2009 era:
| Homes | Edats   | Dones |
| ----- | ------- | ----- |
| 0     | 95 o +  | 0     |
| 0     | 90 a 94 | 4     |
| 4     | 85 a 89 | 4     |
| 8     | 80 a 84 | 16    |
| 32    | 75 a 79 | 28    |
| 28    | 70 a 74 | 28    |
| 40    | 65 a 69 | 36    |
| 36    | 60 a 64 | 52    |
| 56    | 55 a 59 | 56    |
| 92    | 50 a 54 | 76    |
| 92    | 45 a 49 | 64    |
| 76    | 40 a 44 | 92    |
| 84    | 35 a 39 | 76    |
| 76    | 30 a 34 | 96    |
| 48    | 25 a 29 | 28    |
| 44    | 20 a 24 | 33    |
| 48    | 15 a 19 | 72    |
| 76    | 10 a 14 | 96    |
| 72    | 5 a 9   | 72    |
| 80    | 0 a 4   | 44    |

## Economia
El 2007 la població en edat de treballar era de 1.507 persones, 1.162 eren actives i 345 eren inactives. De les 1.162 persones actives 1.110 estaven ocupades (592 homes i 518 dones) i 52 estaven aturades (21 homes i 31 dones). De les 345 persones inactives 136 estaven jubilades, 121 estaven estudiant i 88 estaven classificades com a «altres inactius».

### Ingressos
El 2009 a Saint-Maurice-de-Gourdans hi havia 858 unitats fiscals que integraven 2.393,5 persones, la mediana anual d'ingressos fiscals per persona era de 22.375 €.

### Activitats econòmiques
Dels 80 establiments que hi havia el 2007, 1 era d'una empresa extractiva, 2 d'empreses alimentàries, 3 d'empreses de fabricació d'altres productes industrials, 20 d'empreses de construcció, 10 d'empreses de comerç i reparació d'automòbils, 4 d'empreses de transport, 6 d'empreses d'hostatgeria i restauració, 2 d'empreses d'informació i comunicació, 1 d'una empresa financera, 6 d'empreses immobiliàries, 15 d'empreses de serveis, 8 d'entitats de l'administració pública i 2 d'empreses classificades com a «altres activitats de serveis».
Dels 24 establiments de servei als particulars que hi havia el 2009, 1 era una oficina de correu, 2 tallers de reparació d'automòbils i de material agrícola, 4 paletes, 3 fusteries, 6 lampisteries, 4 electricistes, 1 perruqueria i 3 restaurants.
Dels 3 establiments comercials que hi havia el 2009, 1 era una gran superfície de material de bricolatge, 1 una botiga de menys de 120 m² i 1 una fleca.
L'any 2000 a Saint-Maurice-de-Gourdans hi havia 26 explotacions agrícoles que ocupaven un total de 1.275 hectàrees.

## Equipaments sanitaris i escolars
L'únic equipament sanitari que hi havia el 2009 era una farmàcia.
El 2009 hi havia una escola elemental.

## Poblacions més properes
El següent diagrama mostra les poblacions més properes.